# Dinastía XXVI de Egipto

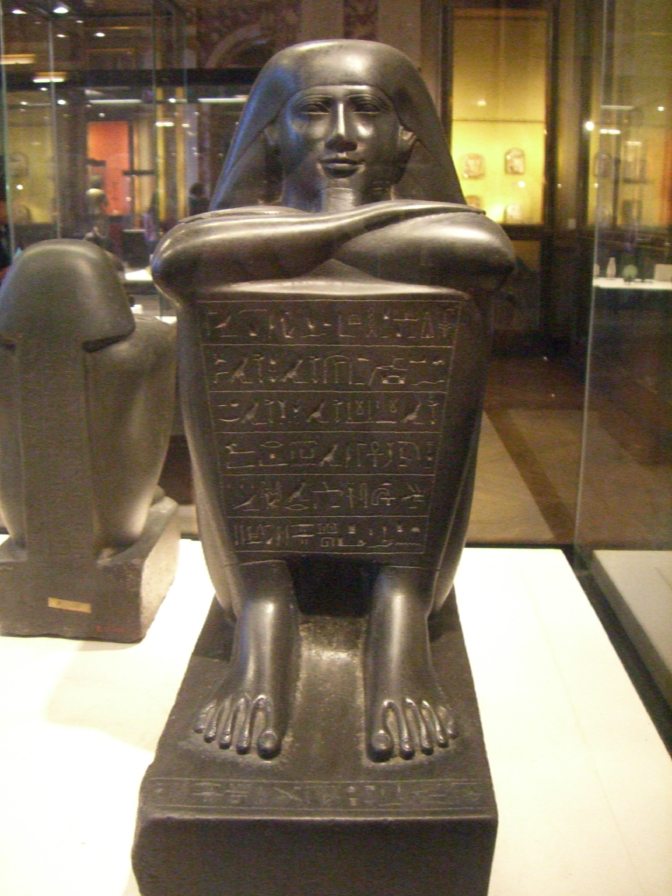
"Estatua cubo" de Padishahdedet. Louvre.

La Dinastía XXVI o Vigesimosexta Dinastía de Egipto transcurre del año 664 a 525 a. C., también denominada Saíta, por tener su capital en Sais; fue la última dinastía nativa que gobernó Egipto antes de la conquista persa. Se la considera el inicio del Periodo Tardío de Egipto (configuran este periodo las dinastías XXVII, XXVIII, XXIX, XXX y XXXI).

## Historia
Tiene sus orígenes en la dinastía XXIV. Psamético I era el bisnieto de Bakenrenef, y al continuar la invasión asiria durante los reinados de Taharqo y Tanutamani, fue reconocido como único rey de todo Egipto. 
Mientras los gobernantes del Imperio Asirio estaban ocupados en rebeliones y guerras civiles para mantener el trono, Psamético formalizó una alianza con Giges, el rey de Lidia, y alistó mercenarios de Caria y Grecia para repeler los ataques asirios. 
Con el saqueo de Nínive en 612 a. C. y la caída del Imperio Asirio, Psamético II y sus sucesores intentaron conseguir el dominio egipcio en las regiones de Oriente Próximo, pero fueron rechazados por los babilonios bajo Nabucodonosor II. Con la ayuda de mercenarios griegos, Apries fue capaz de contener las tentativas babilónicas de conquista, pero los persas tomaron Egipto, y su rey Cambises II llevó a Psamético III encadenado a Susa. 

## Faraones de la dinastía XXVI de Egipto

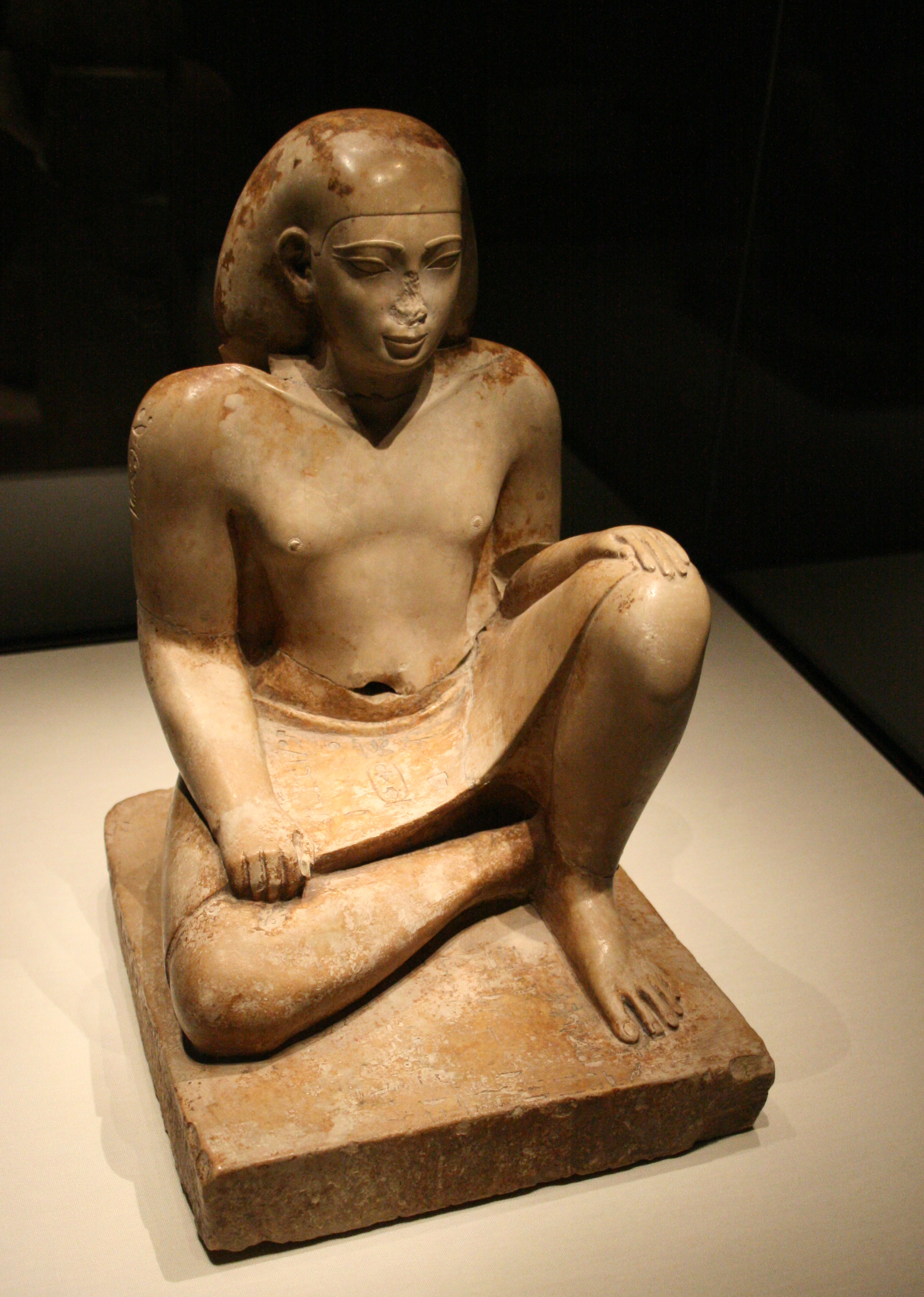
Escultura del oficial Bes. Museo Calouste Gulbenkian, Lisboa.

| Nombre común  | Nombre de Nesut-Bity | Nombre de Sa-Ra | Comentarios                 | Reinado         |
| ------------- | -------------------- | --------------- | --------------------------- | --------------- |
| Necao I       | Menjeperra           | Nekau           |                             | 672 - 664 a. C. |
| Psamético I   | Uahibra              | Psametiko       | Comienzo del periodo Tardío | 664 - 610 a. C. |
| Necao II      | Uhemibra             | Nekau           |                             | 610 - 595 a. C. |
| Psamético II  | Neferibra            | Psametiko       |                             | 595 - 589 a. C. |
| Apries        | Haaibra              | Uahibra         |                             | 589 - 570 a. C. |
| Ahmose II     | Jenemibra            | Ahmose          |                             | 570 - 526 a. C. |
| Psamético III | Anjkaenra            | Psametiko       |                             | 526 - 525 a. C. |

## La dinastía XXVI en los textos antiguos
Según Manetón, en la versión de Jorge Sincelo: "La dinastía XXVI consistió en nueve reyes de Sais... Necao tomó Jerusalén y llevó cautivo al rey Joacaz a Egipto... Cuando Jerusalén fue tomada por los asirios, los judíos supervivientes se refugiaron junto a Uafris".
Transcripción de los nombres de los gobernantes saítas en los epítomes de Manetón:
| Nombre común            | Sexto Julio Africano (Versión de Jorge Sincelo) | Años  | Eusebio de Cesarea (Versión de Sincelo) | Años | Eusebio de Cesarea (Versión armenia) | Años | Periodo de reinado |
| Ameres el Etíope        | (omitido)                                       | -     | Ammeris el etíope                       | 12   | Ameres el etíope                     | 18   | 697 - 685 a. C.    |
| Estefinates             | Stefinates                                      | 7     | Stefinatis                              | 7    | Stefinates                           | 7    | 685 - 678 a. C.    |
| Nequepso                | Nejepsos                                        | 6     | Nejepsos                                | 6    | Nekepsos                             | 6    | 678 - 672 a. C.    |
| Necao I                 | Necao                                           | 8     | Necao                                   | 8    | Necao                                | 8    | 672 - 664 a. C.    |
| Psamético I             | Psamético                                       | 54    | Psamético                               | 45   | Psamético                            | 44   | 664 - 610 a. C.    |
| Necao II                | Necao II                                        | 6     | Necao II                                | 6    | Necao                                | 6    | 610 - 595 a. C.    |
| Psamutes II (Psamético) | Psammutis II                                    | 6     | Psammutis o Psammético                  | 17   | Psamutes o Psammético                | 17   | 595 - 589 a. C.    |
| Uafres                  | Uafris                                          | 19    | Uafris                                  | 25   | Uafres                               | 25   | 589 - 570 a. C.    |
| Amosis II               | Amosis                                          | 44    | Amosis                                  | 42   | Amosis                               | 42   | 570 - 526 a. C.    |
| Psamético III           | Psammejerites                                   | 6 mes | (omitido)                               | -    | (omitido)                            | -    | 526 - 525 a. C.    |

## Cronología de la dinastía XXVI
Cronología estimada:
- Primer faraón: Psamético I, c. 664 - 610 a. C.
- Último faraón: Psamético III, c. 526 - 525 a. C.